# Palazzo Cornazzani
Palazzo Cornazzani es un palacio en Pavía, en Lombardía.

## Historia
El palacio perteneció a la noble familia Cornazzani y fue construido en el siglo XV, incorporando los restos de edificios anteriores, en estilo gótico tardío. Originalmente, el edificio había pertenecido a la aristocrática familia Beccaria y pasó a los Cornazzani en el siglo XVI por matrimonio; los Cornazzani fueron un linaje de origen de Parma que sirvió durante mucho tiempo primero a Filippo Maria Visconti y luego a los Sforza, obteniendo así la ciudadanía milanesa, y de los cuales una rama se instaló en Pavía. En la casa solían alojarse personalidades destacadas, como el gobernador de Milán Antonio de Zúñiga y Sotomayor o el cardenal Michele Bonelli, que al parecer permaneció más de un año en el palacio de Pavía.
Ugo Foscolo también residió allí, en compañía de su amigo Giulio Gabrielli di Montevecchio, en los años en que era profesor universitario en Pavía, razón por la cual el edificio ahora también se llama "Casa del Foscolo"; posteriormente la calle donde se ubica el edificio lleva el nombre del célebre poeta. Posteriormente el edificio fue habitado, en distintas épocas, por el profesor Contardo Ferrini, por la poetisa Ada Negri y por un joven Albert Einstein; este último permaneció allí con su familia entre 1895 y 1896, período en el que su padre Hermann regentaba una fábrica de máquinas eléctricas en Pavía.

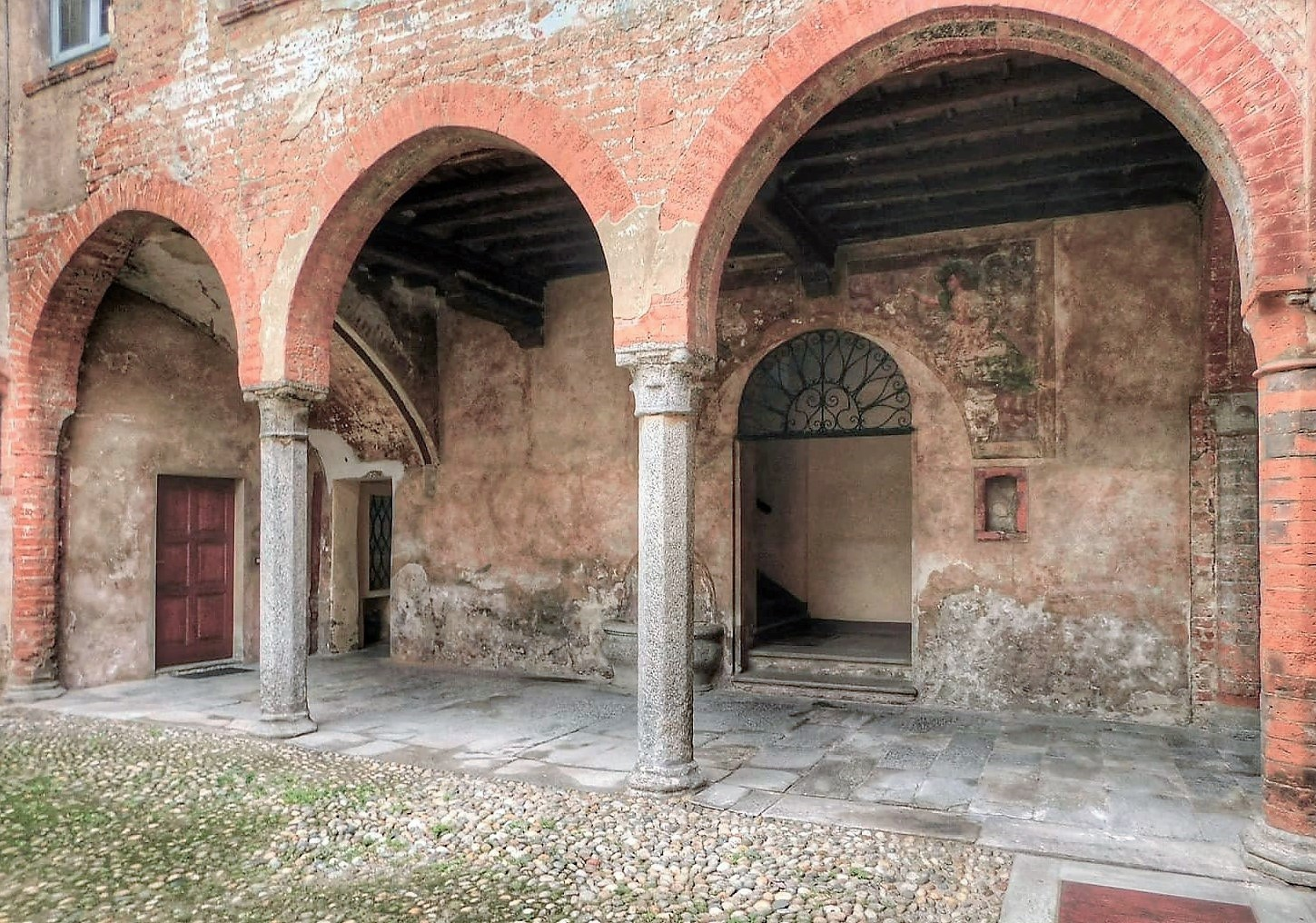
El patio.
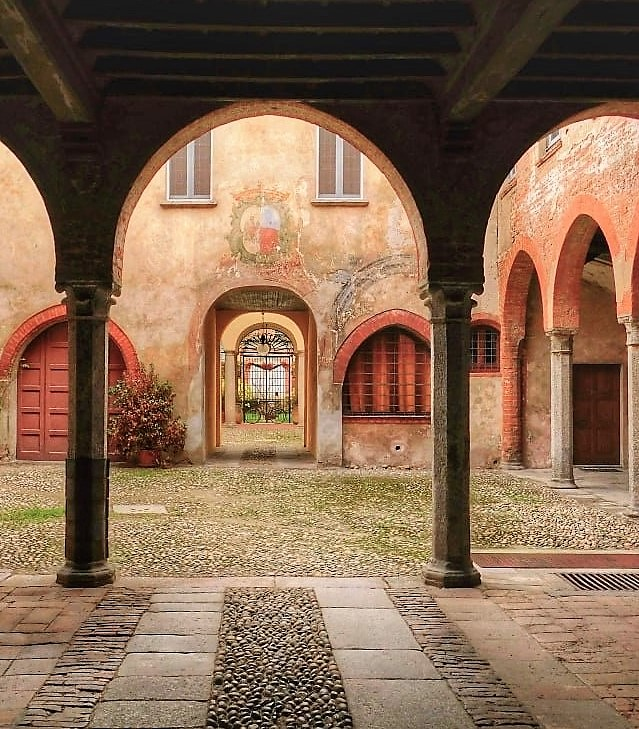
El patio.
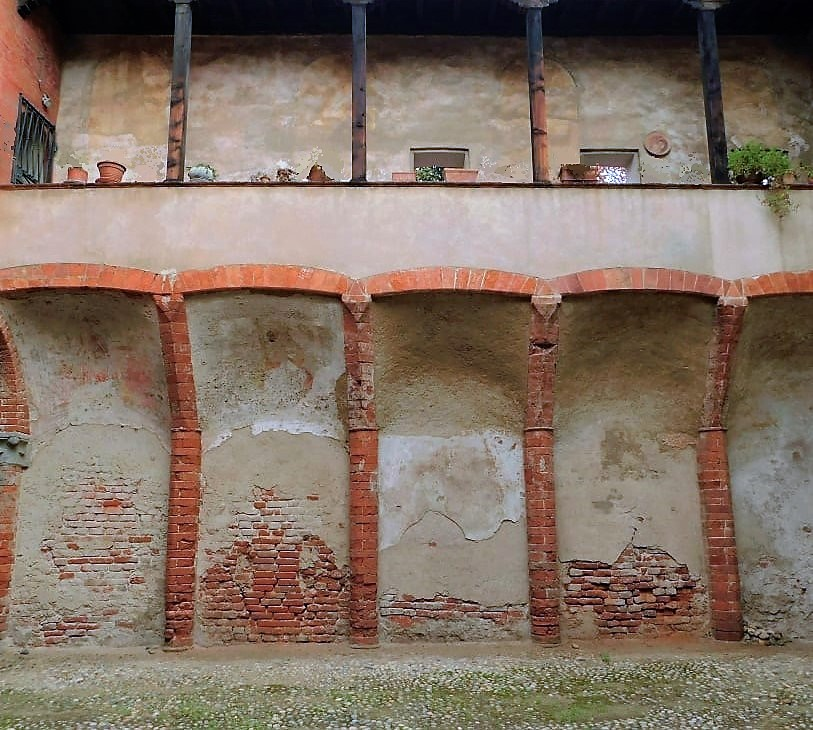
La logia.
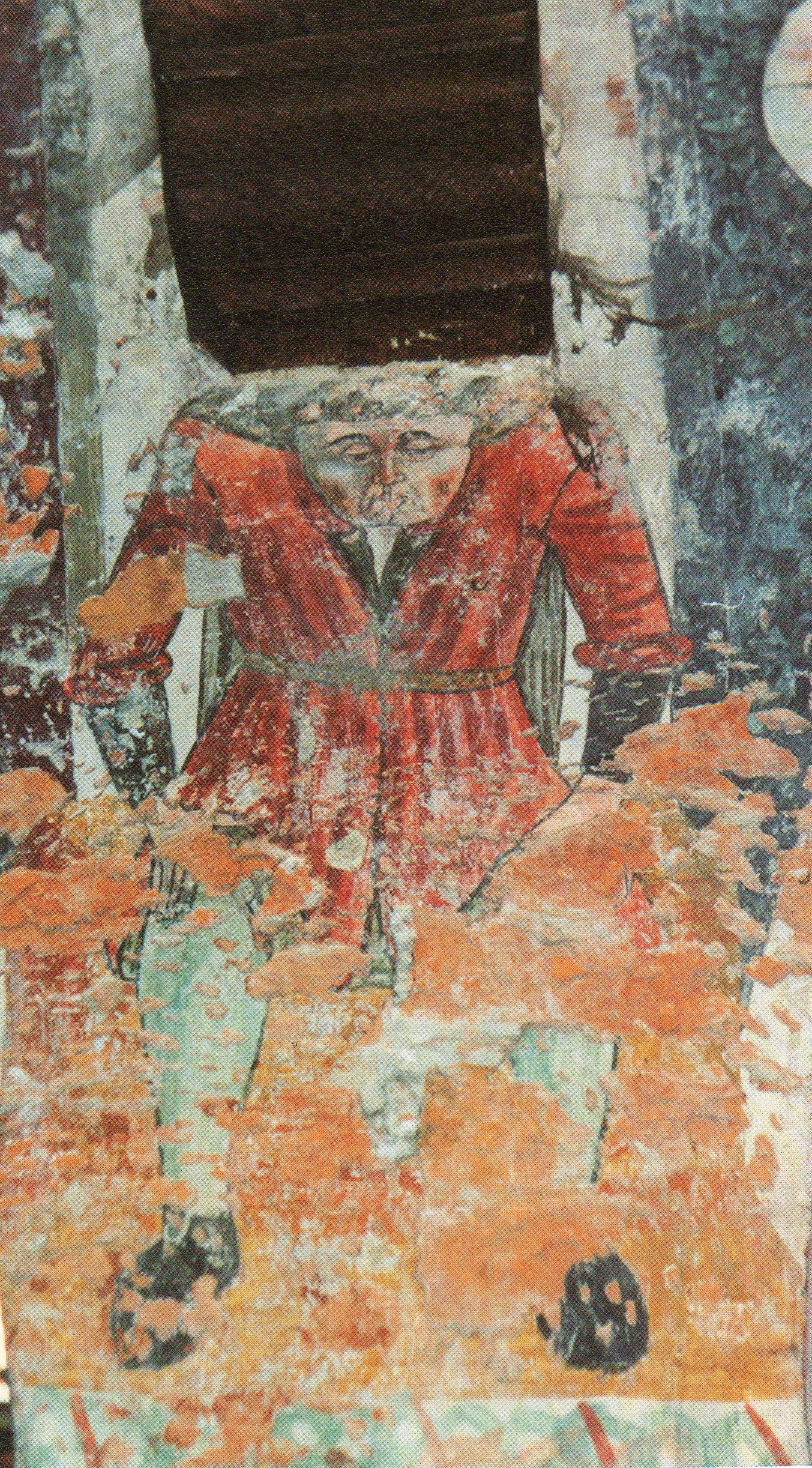
Detalle de los frescos del gótico tardío.
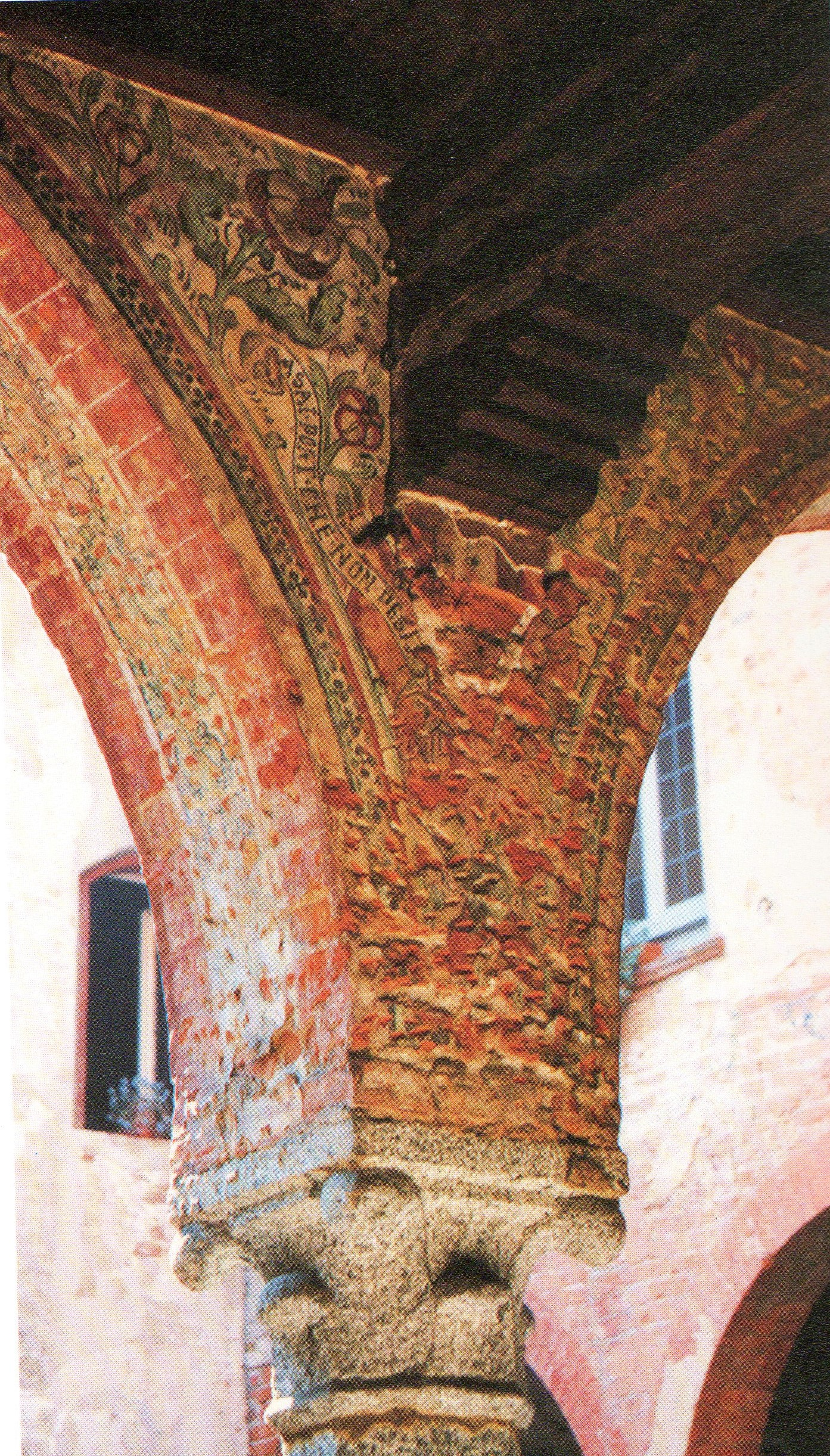
Detalle de los frescos del gótico tardío.

## Descripción
El palacio está estructurado en dos patios: el primero, que data del siglo XV, tiene un aspecto gótico tardío, con un pórtico equipado con las típicas columnas octogonales de granito, muy comunes en la construcción lombarda de la época, y enriquecido por numerosos frescos. El lado norte del pórtico conserva una logia de estilo gótico, sostenida en el balcón por columnas de madera. El segundo, donde el escudo de Cornazzani está pintado al fresco en los lunetos, fue añadido durante el siglo XVII. En la fachada, revocada en la Edad Moderna, hay un azulejo de terracota del siglo XV que representa la Natividad. En el interior conserva ricos artesonados del siglo XV, frescos barrocos y un ala neoclásica.